# Dávid Katzirz
Dávid Katzirz, madžarski rokometaš, * 25. junij 1980, Pécs.
Leta 2010 je na evropskem rokometnem prvenstvu s madžarsko reprezentanco osvojil 14. mesto.